# Нормандский тарт
Нормандский тарт (от фр. Tarte Normande) — вариант яблочного пирога (тарта) на основе песочного теста (pâte brisée), выпекаемый в Нормандии, с начинкой из яблок, нарезанного миндаля и сахара, покрытый сливочным яичным заварным кремом и запечённый до лёгкой карамелизации. Также в начинку добавляют кальвадос.
Чтобы зафиксировать песочное тесто, пирог может быть испечён с использованием деревянного кольца. Возможно, это деревянное кольцо также играло ритуальную роль в языческих церемониях, имевших место в архаичных норманнских регионах.
Обычно имеет два размера: с диаметром чуть менее 30 сантиметров, и 10—15 сантиметров.
Ключевое отличие от других подобных пирогов заключается в том, что другие тарты с яичным заварным кремом не имеют начинки из яблок и миндаля. Яблоки очень распространены в Нормандии.
Другие яблочные тарты, которые, вероятно, родом из Нормандии, включают разновидности, в которых вместо заварного крема есть слой миндальной пасты, или миндально-яблочной пасты, или миндального теста с франжипаном; они могут быть покрыты узором из полукруглых ломтиков яблок (некоторые украшены решёткой из теста, и большинство из них сделаны из песочного теста).